# Bidesmida morrisoni
Bidesmida morrisoni är en insektsart som beskrevs av V. Johnson 1977. Bidesmida morrisoni ingår i släktet Bidesmida och familjen vaxsländor. Inga underarter finns listade i Catalogue of Life.